# Лаллерья
Лаллерья́ (фр. Lalleyriat) — коммуна во Франции, находится в регионе Рона — Альпы. Департамент — Эн. Входит в состав кантона Нантюа. Округ коммуны — Нантюа.
Код INSEE коммуны — 01204.

## География
Коммуна расположена приблизительно в 400 км к юго-востоку от Парижа, в 85 км северо-восточнее Лиона, в 38 км к востоку от Бурк-ан-Бреса.

## Климат
Климат полуконтинентальный с холодной зимой и тёплым летом. Дожди бывают нечасто, в основном летом.

## Население
Население коммуны на 2010 год составляло 239 человек.
| 1962 | 1968 | 1975 | 1982 | 1990 | 1999 | 2010 |
| ---- | ---- | ---- | ---- | ---- | ---- | ---- |
| 204  | 185  | 152  | 142  | 191  | 195  | 239  |

## Экономика

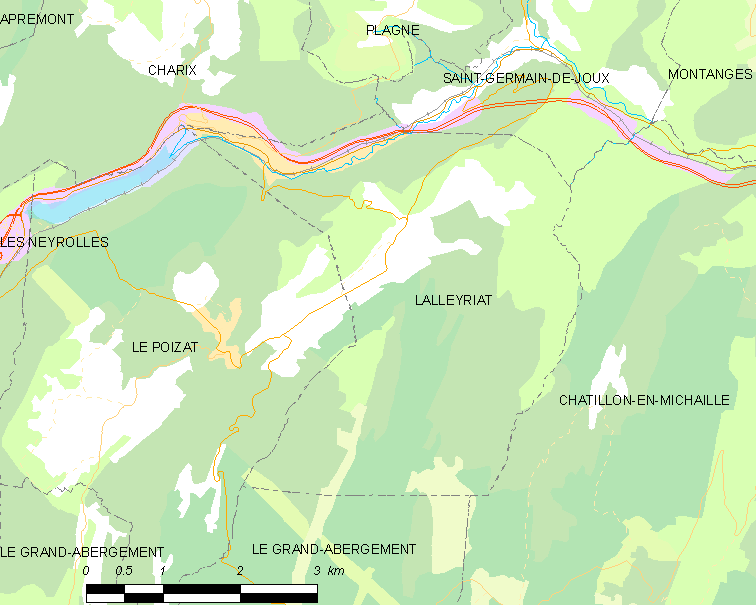
Карта коммуны

В 2010 году среди 161 человека трудоспособного возраста (15—64 лет) 121 были экономически активными, 40 — неактивными (показатель активности — 75,2 %, в 1999 году было 85,4 %). Из 121 активных жителей работали 108 человек (61 мужчина и 47 женщин), безработных было 13 (5 мужчин и 8 женщин). Среди 40 неактивных 9 человек были учениками или студентами, 22 — пенсионерами, 9 были неактивными по другим причинам.